# Amtsgericht Ahrensburg

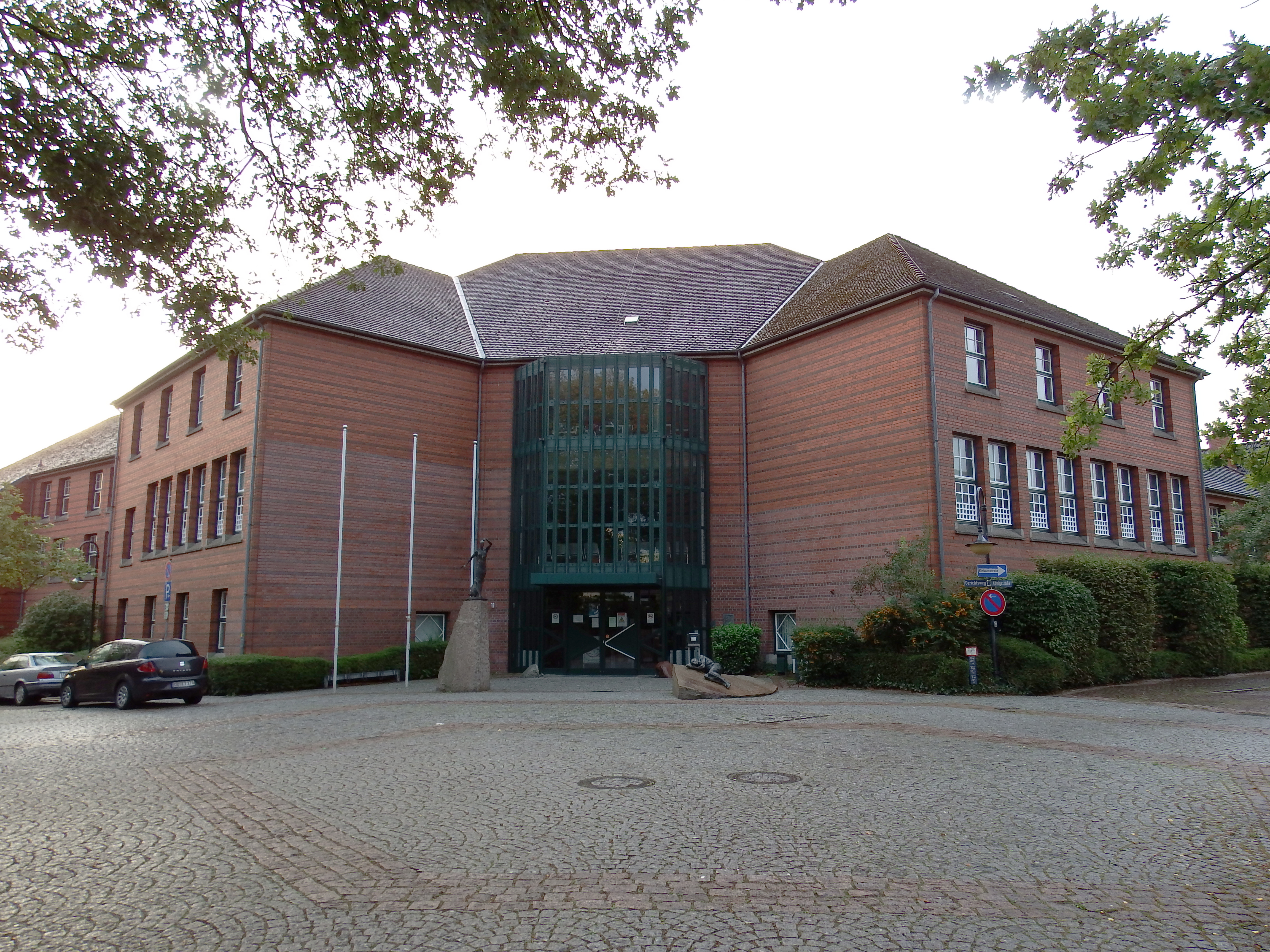
Gebäude des Amtsgerichts Ahrensburg

Das Amtsgericht Ahrensburg ist ein Gericht der ordentlichen Gerichtsbarkeit in Ahrensburg. Es ist eines von sieben Amtsgerichten im Bezirk des Landgerichts Lübeck und eines von 22 Amtsgerichten in Schleswig-Holstein.

## Gerichtssitz und -bezirk

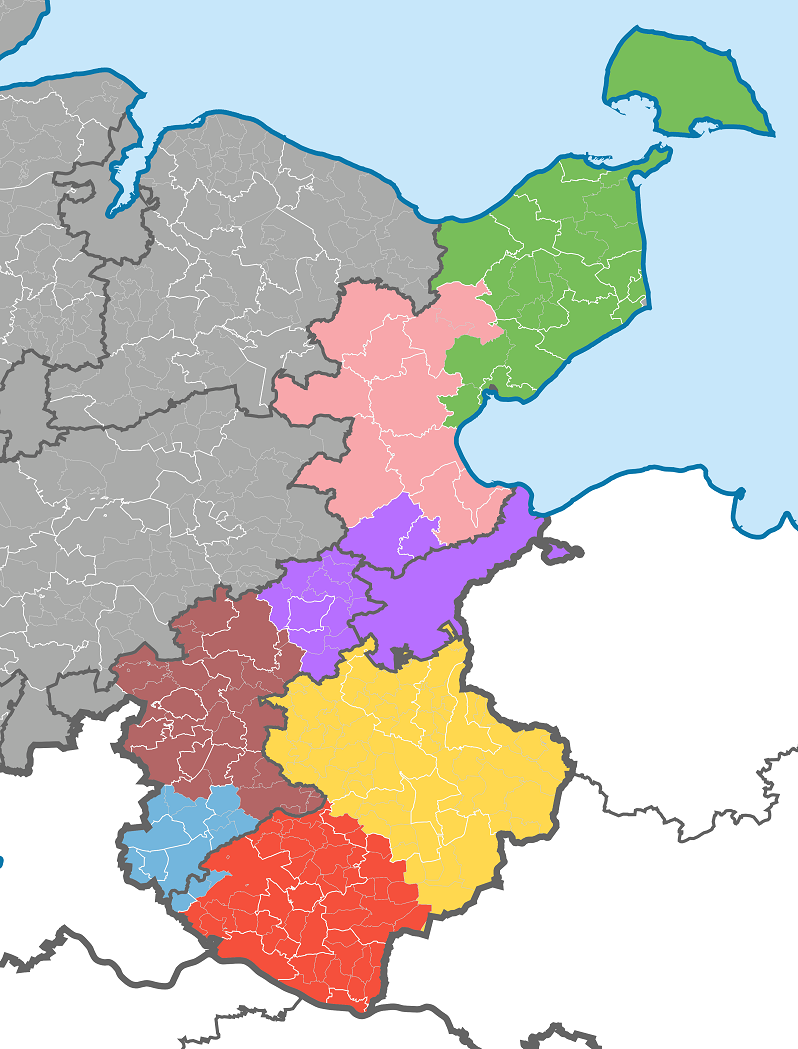
Gerichtsbezirke der dem LG Lübeck nachgeordneten Amtsgerichte
AG Oldenburg in Holstein
AG Eutin
AG Lübeck
AG Ahrensburg
AG Ratzeburg
AG Reinbek
AG Schwarzenbek

Das Gericht hat seinen Sitz in der Stadt Ahrensburg.
Der Gerichtsbezirk umfasst das Gebiet der folgenden Städte und Gemeinden.
| - Ahrensburg, - Ammersbek, - Bad Oldesloe, - Bargfeld-Stegen, - Bargteheide, - Delingsdorf, - Elmenhorst, - Grabau, - Grönwohld, - Großhansdorf, | - Hamfelde, - Hammoor, - Hohenfelde, - Hoisdorf, - Jersbek, - Köthel, - Lasbek, - Lütjensee, - Meddewade, - Neritz, | - Nienwohld, - Pölitz, - Rethwisch, - Rümpel, - Siek, - Steinburg, - Todendorf, - Travenbrück, - Tremsbüttel und - Trittau. |

Das zuständige Mahngericht ist das Amtsgericht Schleswig.

## Gerichtsgebäude
Das Gericht ist untergebracht unter der Anschrift Königstraße 11, 22926 Ahrensburg. Im Jahre 1867 als „königlich preußisches Amtsgericht“ errichtet, befand sich das Gericht zunächst in der Straße Am Weinberg. Der Gerichtsbau in der Königstraße wurde im Jahr 1905 eingeweiht. Aufgrund einer Brandstiftung im Jahr 1980 musste dieser abgerissen werden. Das derzeitige Gerichtsgebäude wurde dort von 1983 bis 1985 erbaut.

## Übergeordnete Gerichte
Dem Amtsgericht übergeordnet ist das Landgericht Lübeck. Im weiteren Instanzenzug sind das Schleswig-Holsteinische Oberlandesgericht in Schleswig und der Bundesgerichtshof in Karlsruhe übergeordnet.